# Haploa lymani
Haploa lymani är en fjärilsart som beskrevs av Dyar 1902. Haploa lymani ingår i släktet Haploa och familjen björnspinnare. Inga underarter finns listade i Catalogue of Life.